# Tony Martin (basket-ball)
Pour les articles homonymes, voir Tony Martin et Martin.
Tony Martin, né en 1966, est un ancien joueur américain de basket-ball. Il évolue au poste d'ailier fort et de pivot. 

## Palmarès
- Champion des Amériques 1993